# کتاب‌شناسی حافظ
کتاب‌شناسی حافظ کتابی از مهرداد نیکنام است که در آن نویسنده فهرستی از کتاب‌ها راجع به حافظ را گردآوری کرده‌است. این کتاب برگزیدهٔ هفتمین دورهٔ کتاب سال ایران شد.

## محتوا
در این کتاب، کلیه آثار مربوط به حافظ، چه به‌طور کامل یا مختصر با اشاراتی راجع به این شاعر ایرانی، زندگی و اشعار او در کلیه منابع ایرانی و غیرایرانی در تمام زبان‌ها معرفی شده‌است.
در ویرایش دوم از این کتاب آثار و مقالاتی که در خلال سالهای ۱۳۶۷ تا ۱۳۸۱ نیز منتشر شده بود نیز معرفی شده‌است. از دیگر ویژگی‌های این کتاب این است که آثار الکترونیکی که اشاره‌ای به حافظ در آنها وجود داشته باشد نیز معرفی شده‌اند. کلیه لوح‌های فشرده، آثار صوتی و الکترونیک، کتاب‌های دیجیتالی کتاب‌ها و آثاری که در وب منتشر می‌شود نیز در این کتابشناسی معرفی شده‌اند و سعی شده‌است که مرجع بی‌نقصی از آثار مربوط به حافظ در دسترس علاقه‌مندان و پژوهشگران قرار گیرد. به‌گفتهٔ نیکنام، ویرایش سوم این کتاب قرار است با معرفی تمامی آثار منتشره در فاصله چاپ ویرایش دوم و سوم این کتاب، منتشر شود.